# Terran R
Terran R est un lanceur lourd partiellement réutilisable américain en cours de développement qui doit effectuer son premier vol en 2026. Cette fusée est développée par la société Relativity Space, basée à Los Angeles en Californie. Celle-ci a été fondée en 2015 pour développer une famille de lanceurs avec un recours particulièrement important à l'impression 3D. Ceux-ci utilisent des moteurs-fusées développés en interne utilisant comme ergols le méthane et l'oxygène. Dans sa version non réutilisable, le lanceur peut placer 33,5 tonnes en orbite basse.

## Développement du lanceur
Le lanceur léger Terran 1 est développé par la société Relativity Space créée en 2015 par des ingénieurs issus de deux poids lourds du secteur spatial : SpaceX et Blue Origin. Ceux-ci souhaitent pousser plus loin l'optimisation de la fabrication par un usage intensif de l'impression 3D qui permet théoriquement d'abaisser les coûts. Jusque là, seules certaines pièces d'un lanceur étaient construites à l'aide de ce procédé. Le choix de Relativity Space de généraliser ce procédé comporte un risque d'échec important. Les ingénieurs de Relavtivity Space conçoivent une première version d'un lanceur léger dont les dimensions sont revues à la hausse en 2019 (charge utile, diamètre, taille de la coiffe, poussée des moteurs) pour répondre aux besoins des utilisateurs potentiels. Le premier vol, prévu initialement en 2020, est successivement repoussé en 2021, puis courant 2022.
La société, capitalisant sur le savoir acquis, décide en juin 2021 de développer avec la même méthode de fabrication le lanceur Terran R entièrement réutilisable, de la classe du Falcon 9 (20 tonnes en orbite basse dans sa version réutilisable).
Le 12 avril 2023, Relativity annonce qu'elle retire du service Terran 1 pour se concentrer sur le développement de Terran R. Le premier vol du lanceur est repoussé à 2026. Les caractéristiques de la Terran-R sont revues à la baisse. Désormais, seul le premier étage est réutilisable. La capacité en orbite basse du lanceur est de 33,5 tonnes en version non réutilisable et 23,5 tonnes en version réutilisable. La question du financement du développement reste ouverte.

## Caractéristiques techniques
Les caractéristiques suivantes sont celles annoncées par le constructeur en avril 2023. Terran R est un lanceur réutilisable bi-étages haut de 82,3 mètres pour un diamètre de 5,5 mètres. La majeure partie des composants sont réalisés par impression 3D : dôme inter-réservoir, parois des réservoirs, éléments des moteurs-fusées dont la chambre de combustion. La structure de la fusée est réalisée dans un alliage d'aluminium imprimable dont le brevet est détenu par la société. Les deux étages sont propulsés par des moteurs-fusées à ergols liquides brûlant un mélange de gaz naturel liquéfié (97% de méthane) et d'oxygène liquide. Le premier étage, qui comprend des ailerons à la base et des aérofreins à son sommet pour permettre son retour au sol, est propulsé par 13 moteurs Aeon R d'une poussée unitaire au niveau de la mer de 1 248 kN dont neuf sont orientables. Le deuxième étage, qui comprend des ailerons à sa base, est propulsé par un unique moteur Aeon VAC d'une poussée de 1 241 kN dans le vide. Le diamètre de la coiffe est identique à celle des étages. Dans sa version réutilisable, la fusée peut placer une charge utile de 23,5 tonnes en orbite terrestre basse et de 5,5 tonnes sur une orbite de transfert géostationnaire. Dans sa version non réutilisable, le lanceur peut placer 33,5 tonnes en orbite basse. Le premier étage est réutilisable 20 fois,,,.
Les caractéristiques de lanceur évoluent en 2024 : en raison de problèmes sur les dômes imprimés en 3D, Relativity réduit le diamètre du lanceur à 5,4 mètres, ce qui lui permet d'utiliser les mêmes coiffes qu'Ariane 6 fournies par Beyond Gravity, et envisage d'utiliser des dômes non imprimés en 3D.

## Déroulement du lancement
Le lanceur est intégré à l'horizontale sur le site de lancement qui doit réutiliser le pas de tir SLC-16 de la base de Cape Canaveral. Pour revenir sur Terre, le premier étage du lanceur utilise les mêmes techniques que celles mises en œuvre par la Falcon 9.

## Lancements planifiés
Compte tenu de la date éloignée du premier vol et des questions relatives au financement du développement de ce lanceur, les prévisions de lancement restent très spéculatives. La société table sur 45 lancements par an.
En juin 2022, l'opérateur de satellites OneWeb passe un accord avec Relativity Space pour la mise en orbite de la deuxième génération (Gen 2) de sa constellation de satellites de télécommunications. Selon le constructeur du lanceur, la société a engrangé 1,2 milliard de contrats de lancement passés par cinq opérateurs différents (dont OneWeb).
En juillet 2022, la société américaine Impulse Space dirigée par Tom Mueller, l'ancien responsable du système de propulsion de SpaceX, qui a joué un rôle décisif dans le succès du lanceur Falcon 9, a annoncé son intention de développer une sonde spatiale martienne qui serait entièrement autofinancée et serait lancée par le lanceur lourd Terran R. Le lancement de la mission martienne est envisagé en 2024. Un des défis du projet martien d'Impulse Space est son financement car les deux partenaires ont décidé de prendre en charge l'ensemble des coûts de cette mission. Mi 2022, la société Impulse Space a collecté environ 30 millions US$, une somme très loin d'être suffisante pour développer la mission martienne envisagée. Le partenariat entre les deux sociétés court jusqu'en 2029 et d'autres missions martiennes sont envisagées, qui pourraient être financées par la NASA ou des sociétés privées à la recherche de solutions à coût réduit,.